# العلاقات بين الاتحاد الأوروبي والهند
تحدد اتفاقية التعاون بين الاتحاد الأوروبي والهند لعام 1944 العلاقات بين الاتحاد الأوروبي وجمهورية الهند حاليًا. يُعد الاتحاد الأوروبي شريكًا تجاريًا مهمًا للهند، إذ حاول الجانبان التفاوض على اتفاقية تجارة حرة منذ عام 2007. بلغت التجارة الثنائية بين الاتحاد الأوروبي والهند (باستثناء تجارة الخدمات) 104.3 مليار دولار أمريكي في السنة المالية 2018-2019.

## التجارة
يُعد الاتحاد الأوروبي أكبر شريك تجاري للهند بنسبة تبلغ 12.5% من إجمالي تجارة الهند بين عامي 2015 و2016، متقدمًا على الصين (10.8%) والولايات المتحدة (9.3%). تُعد الهند الشريك التجاري التاسع الأكبر للاتحاد الأوروبي بنسبة 2.4% من إجمالي تجارة الاتحاد الأوروبي. وصلت التجارة الثنائية (في كل من السلع والخدمات) إلى 115 مليار يورو في عام 2017. نمت صادرات الاتحاد الأوروبي إلى الهند من 24.2 مليار يورو في عام 2006 إلى 45.7 مليار يورو في عام 2018. نمت صادرات الهند إلى الاتحاد الأوروبي تدريجيًا من 22.6 مليار يورو في عام 2006 إلى 45.82 مليار يورو في عام 2018، وذلك مع أكبر قطاعات السلع الهندسية، والدوائية، والأحجار الكريمة، والمجوهرات وغيرها من السلع المصنعة والمواد الكيميائية. تضاعفت التجارة في الخدمات ثلاث مرات بين عامي 2005 و2016 لتصل إلى 28.9 مليار يورو. تُعد الهند من بين الدول القليلة في العالم التي لديها فائض في تجارة الخدمات مع الاتحاد الأوروبي. بلغت الأسهم الاستثمارية من أوروبا إلى الهند 51.2 مليار يورو في عام 2016.
تمثل فرنسا وألمانيا والمملكة المتحدة مجتمعة الجزء الأكبر من التجارة بين الاتحاد الأوروبي والهند.

## خلفية
كانت الهند من أوائل الدول التي طورت العلاقات مع الاتحاد الأوروبي. كان البيان السياسي المشترك لعام 1993 واتفاقية التعاون لعام 1994 بمثابة الاتفاقيات التأسيسية للشراكة الثنائية. أصبحت الهند والاتحاد الأوروبي «شريكين استراتيجيين» في عام 2004. قُبِلت خطة عمل مشتركة في عام 2005 وحُدِّثت في عام 2008. نُشِرت البيانات المشتركة بين الاتحاد الأوروبي والهند في عامي 2009 و2012 عقب قمم الهند والاتحاد الأوروبي. صُنِّفت العلاقة بين الاتحاد الأوروبي والهند على أنها قوية على مستوى الخطاب وضعيفة على مستوى المضمون.

### مؤتمرات القمة بين الاتحاد الأوروبي والهند
كانت الحوارات السنوية على مستوى القمة حجر الزاوية في العلاقات بين الاتحاد الأوروبي والهند. كانت القمة الأولى بين الهند والاتحاد الأوروبي، التي عُقِدت في لشبونة عام 2000، مشروعًا ناجحًا وضع خارطة طريق للشراكة المستقبلية. رفعت القمة الخامسة بين الاتحاد الأوروبي والهند العلاقات إلى علاقات ذات شراكة إستراتيجية. تبنى الجانبان في الوقت نفسه خطة عمل مشتركة، التي حددت خارطة الطريق للشراكة الاستراتيجية بين البلدين، وذلك بعد القمة السادسة بين الاتحاد الأوروبي والهند التي عُقِدت في نيودلهي. تضمنت خطة العمل المشتركة تعزيز آليات الحوار والتشاور، وتعميق الحوار والتعاون السياسيين، وتعزيز حوار السياسة الاقتصادية والتعاون.
استعرض الاتحاد الأوروبي والهند خطة العمل المشتركة خلال القمة التاسعة، وتبنى الجانبان خطة العمل المشتركة المنقحة لإضافة 40 عنصرًا جديدًا في مجالات التعاون بين الاتحاد الأوروبي والهند. تبنى البلدان وثيقة لخارطة طريق طموحة لعام 2025، وذلك خلال القمة الخامسة عشرة بين الاتحاد الأوروبي والهند التي عُقِدت فعليًا في عام 2020. كان من المقرر عقد القمة السادسة عشرة بين الاتحاد الأوروبي والهند في مايو عام 2021. وفرت هذه الاجتماعات على متوى القمة منبرًا لكل من الاتحاد الأوروبي والهند للاتفاق أو الاختلاف بشأن مجموعة واسعة من القضايا.